# Natasa Dusev-Janics
Natasa Dusev-Janics, född den 24 juni 1982 i Bačka Palanka, Serbien, är en ungersk kanotist.
Hon tog två medaljer i samband med de olympiska kanottävlingarna 2004 i Aten. Dessa var ett OS-guld i K-1 500 meter och ett OS-guld i K-2 500 meter.
Hon tog OS-guld i K-2 500 meter och OS-brons i K-4 500 meter i samband med de olympiska kanottävlingarna 2008 i Peking.
Hon tog därefter OS-silver i K-2 500 meter och OS-brons i K-1 200 meter i samband med de olympiska kanottävlingarna 2012 i London.